# 慧昭 (774年)
慧昭（774年—850年2月24日），新罗著名僧人。俗姓崔。

## 生平
新罗哀庄王五年（804年），慧昭随岁贡使进入唐朝，在沧州拜谒神鉴大师。唐元和年间，在嵩山少林寺受具足戒后，西游终南山。太和四年（830年）返回新罗，在康州智异山建玉泉寺（今双溪寺），大弘禅教，并立禅宗慧能影堂。唐宣宗大中四年正月九日（850年），去世。寂后宪康王追谥“真鉴国师”。
现存河东双溪寺真鉴禅师碑纪念，此碑为韩国国宝第47号，也是崔致远所书的“四山碑铭”之一。